# Temple Owls

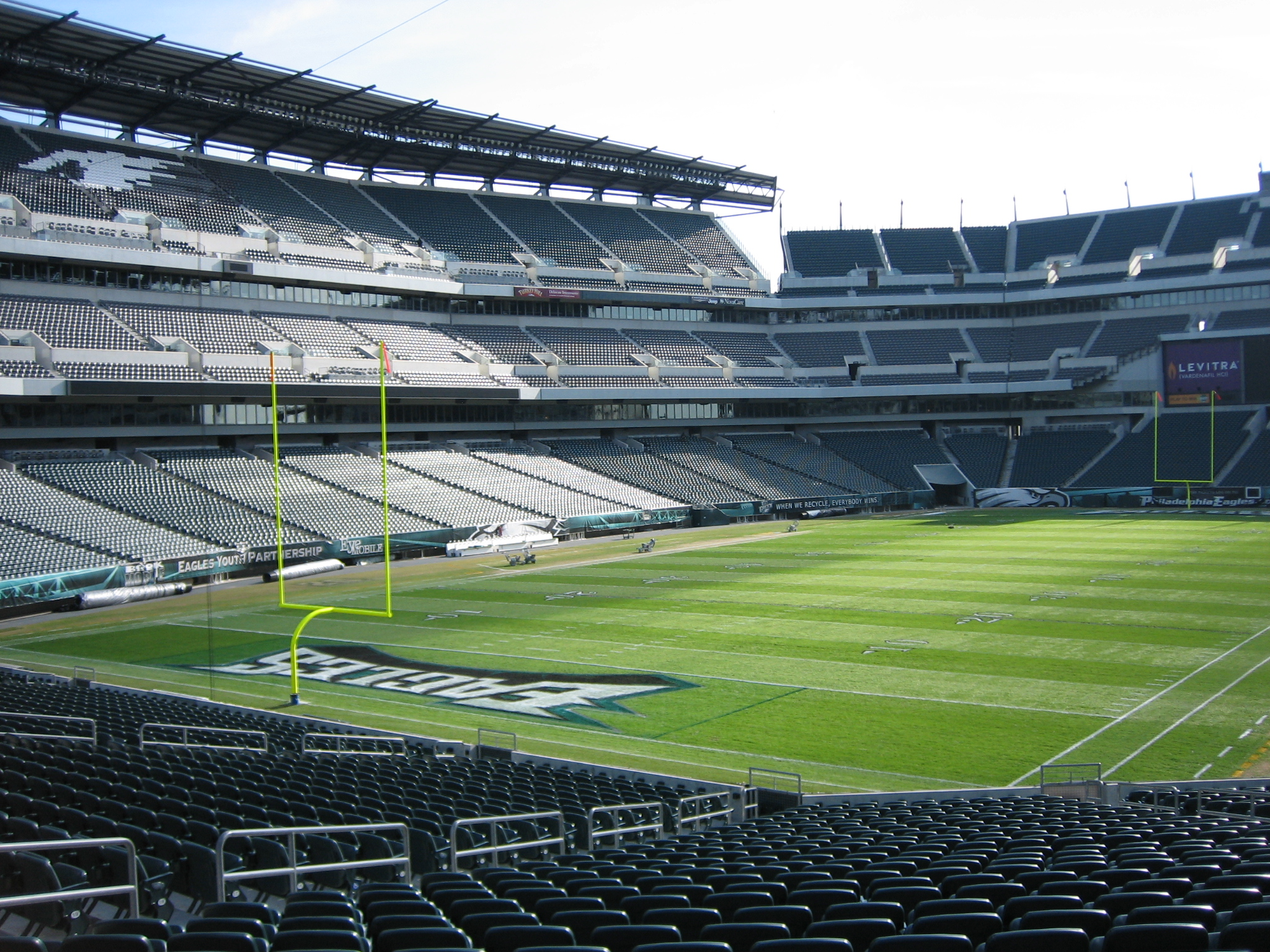
Lincoln Financial Field.

Temple Owls (español: Búhos de Temple) es el nombre de los equipos deportivos de la Universidad del Temple, situada en Filadelfia, Pensilvania. Los equipos de los Owls participan en las competiciones universitarias organizadas por la NCAA, y forman parte de la American Athletic Conference.

## Origen del nombre
El búho es el símbolo y la mascota de la Universidad del Temple desde su fundación, en 1889 porque en sus orígenes, la universidad era nocturna, para alumnos con pocos recursos. El fundador de la misma, Russell Herman Conwell, solía decir a sus estudiantes que el búho de la noche se convierte en el águila del día. Fue la primera universidad estadounidense en adoptar este animal como mascota. 

## Equipos
Los Owls tienen 18 equipos oficiales, 7 masculinos y 11 femeninos:
| - Masculino - Baloncesto - Fútbol - Golf - Tenis - Cross - Fútbol americano - Remo | - Femenino - Baloncesto - Fútbol - Golf - Tenis - Hockey sobre hierba - Cross - Atletismo - Esgrima - Remo - Voleibol - Gimnasia deportiva |